# Groupe D'Aucy
D'Aucy est une marque commerciale de la coopérative bretonne Eureden, anciennement le groupe d'Aucy, coopérative créée en 1968 en Bretagne. Avant sa fusion avec la coopérative bretonne Triskalia, le groupe d'Aucy regroupait diverses marques comme les conserves de légumes d'Aucy, les œufs Matines (45 % du capital), la viande de porc Europig, la marque Cocotine, la marque Globus en Europe de l'Est et de nombreux autres produits sous différentes marques de distributeurs. 
Le siège du groupe d'Aucy était situé à Theix-Noyalo, près de Vannes. Le groupe était structuré autour des coopératives Cecab et Coop de Broons, qui regroupent près de 9 000 agriculteurs spécialisés en production végétale ou animale.
En 2021, le mariage de Triskalia et du groupe d'Aucy donne naissance à Eureden ; cette nouvelle entité à un chiffre d'affaires de 3 milliards d'euros, regroupe 20 000 coopérateurs, dispose de 60 sites industriels, de 300 magasins et emploie 9 000 collaborateurs et d'un portefeuille de marques connues comme les conserves d'Aucy et Jean Nicolas, les œufs Cocotine, la Fraîcherie, Point Vert, Magasin Vert, etc.

## Histoire
D'Aucy est issue de la création en décembre 1964 de la Compagnie Générale de Conserve qui résulte de la fusion de deux SICA, l'Union Production Vente (coopérative de conserveries) et France Uniconserve. Cette Compagnie Générale de Conserve lance en 1965 de sa première marque, D'Aucy. 
En 1968, la centrale coopérative agricole bretonne (CECAB) est créée, réunissant 5 coopératives morbihannaises. En 1968, la CECAB et ses 340 éleveurs représentent un cheptel de 2000 truies. En 1974, la Sovimor, société d'abattage et de commercialisation de porcs est créée. 
En 1979, la centrale coopérative agricole bretonne (CECAB) acquiert D'Aucy.
En 1980, les activités d'abattage sont transférés dans un nouvel abattoir Europagro situé à Josselin et construit en partenariat avec plusieurs coopératives. En 1988, le groupe se diversifie dans la viande de dinde. En 1990, un nouveau transfert est effectué, vers l'abattoir Olympig toujours à Josselin, qui devient l'un des premiers sites d'abattage de porcs en Europe.
En 1995, le groupe CECAB prend le contrôle d'Olympig (Viande de Porc). En 2001, c'est au tour du groupe Aubret-Cedro d'être racheté par la CECAB. En 2004, le Comité international olympique exige que Olympig soit débaptisé, l'abattoir prend le nom de Europig.
En 2006, la CECAB acquiert l'entreprise hongroise de conserve Globus. En 2007, la CECAB annonce son rapprochement avec la société Louis Gad. Entre 2008 et 2010, la CECAB fusionne plusieurs de ses activités avec la Coop de Broons, de taille plus modeste et centré sur les Côtes-d'Armor,.
En 2013-2014, à la suite de difficultés économiques, fermeture ou cession de plusieurs usines des groupes Gad (notamment à Lampaul-Guimiliau) et Boutet-Nicolas (notamment à Rosporden). Les usines de surgélation sont cédées à Pinguin NV (Moréac et Comines en France, quatre sites en Pologne et deux sites en Hongrie).
En 2015, le groupe CECAB change son nom en groupe d'Aucy.
En décembre 2017, les coopératives D'Aucy et Triskalia annoncent fusionner leurs activités, annonce faite au siège de la région Bretagne. Dans un premier temps, les deux coopératives vont se rapprocher au sein d'une union pendant 2 ans, avant de fusionner pleinement leurs activités. Le nouvel ensemble créé devrait compter 25 000 agriculteurs adhérents, ainsi que plus de 9 000 employés et  plus de 60 sites de production.

## Structure du groupe
|                                    | Siège   | SIREN        | CA     | Année | Effectif |
| ---------------------------------- | ------- | ------------ | ------ | ----- | -------- |
| Compagnie Générale de Conserve     | Theix   | 652 008 632  | 373 M€ | 2018  | 191      |
| Union Fermière Morbihannaise       | Locminé | 808 242 663  | 68 M€  | 2018  | 246      |
| Conserverie Morbihannaise Daumenil |         | 859 5600 290 | 46 M€  | 2018  | 279      |
| Ets René Maingourd                 |         | 085 680 783  | 45 M€  | 2018  | 119      |
| Boutet Nicolas                     |         | 375 780 400  | 39 M€  | 2013  | 188      |
| Conserverie de Bergerac            |         | 433 916 194  | 7 M€   | 2016  | 43       |
|                                    |         |              |        |       |          |

## Métiers
Le groupe comprend quatre branches :
- Activités agricoles
- Produits appertisés
- Ovoproduits et produits élaborés d’œufs
- Viande de porc

## Marques

Daucy
Jean Nicolas
Aubret
Cocotine
Globus